# Lista de transmissoras da Copa do Mundo FIFA de 2018

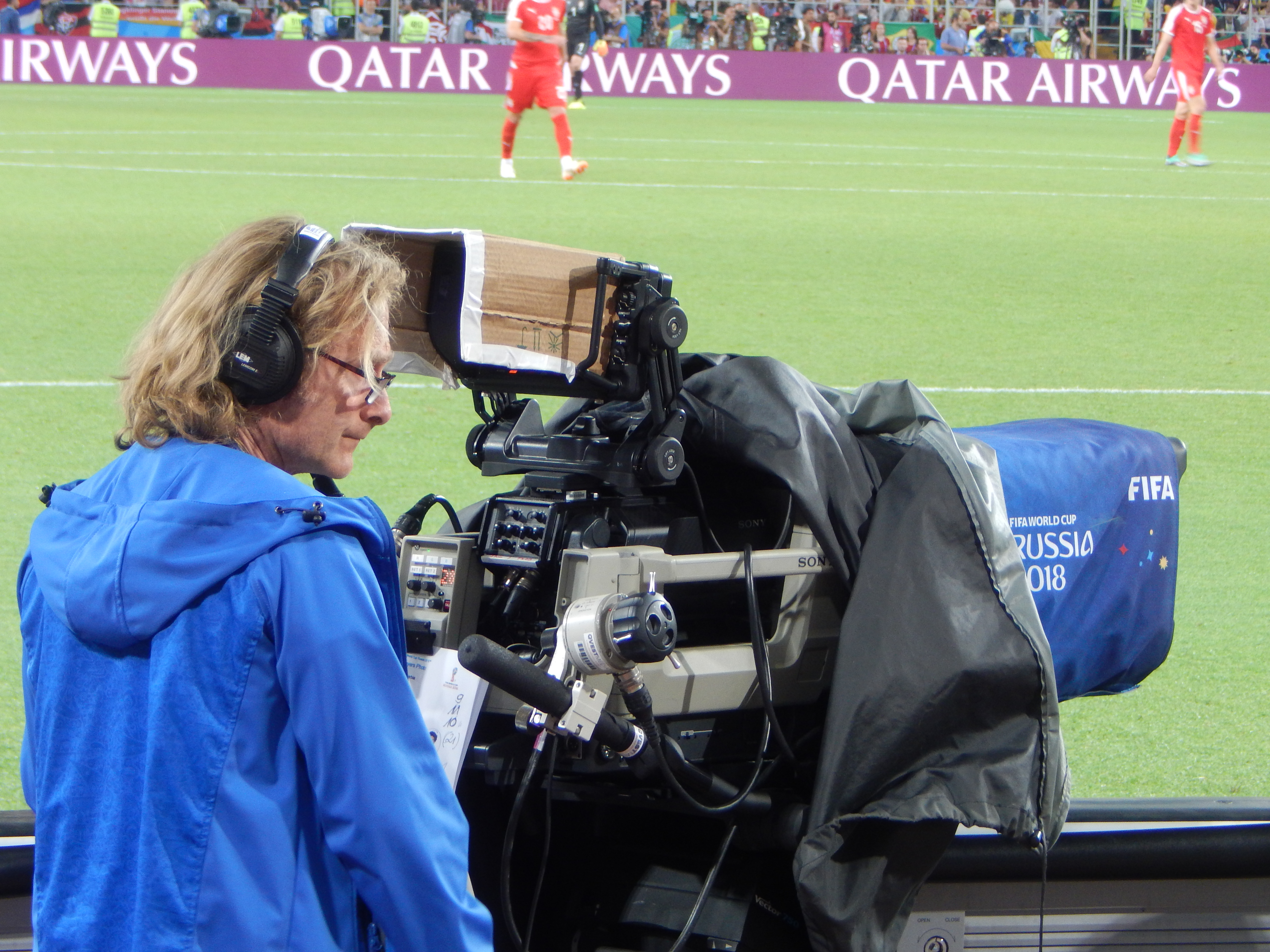
Copa do Mundo FIFA 2018, Grupo E, Sérvia x Brasil

## Emissoras por país
| País | Emissora                                      | Ref.                    |
| --- | --------------------------------------------- | ----------------------- |
| Afeganistão | ATN                                           | [ 1 ]                   |
| África do Sul | SABC, SuperSport                              | [ 2 ]                   |
| Albânia | RTSH                                          | [ 1 ]                   |
| Alemanha | ARD, ZDF, Sky Sport                           | [ 3 ] [ 4 ] [ 5 ] [ 6 ] |
| China | TF1, beIN Sports                              | [ 1 ]                   |
| Argentina | TV Pública, Telefe, DirecTV, TyC Sports       | [ 1 ]                   |
| Arménia | ARMTV                                         | [ 1 ]                   |
| Austrália | SBS, Optus Sport                              | [ 7 ] [ 8 ] [ 9 ]       |
| Áustria | ORF                                           | [ 1 ]                   |
| Azerbaijão | İTV                                           | [ 1 ]                   |
| Bahamas | ZNS, DirecTV                                  | [ 1 ]                   |
| Bélgica | VRT, RTBF                                     | [ 1 ]                   |
| Bielorrússia | BTRC                                          | [ 1 ]                   |
| Bolívia | Unitel, Red Uno, DirecTV                      | [ 1 ]                   |
| Bósnia e Herzegovina | BHRT                                          | [ 1 ]                   |
| Brasil | Globo, SporTV, Fox Sports                     | [ 10 ] [ 11 ]           |
| Bulgária | BNT                                           | [ 1 ]                   |
| Canadá | CTV, RDS, TSN                                 | [ 8 ] [ 12 ]            |
| Cazaquistão | Qazaqstan                                     | [ 1 ]                   |
| Chile | Canal 13, TVN, Mega, DirecTV                  | [ 1 ]                   |
| China | CCTV                                          | [ 13 ]                  |
| Chipre | CyBC                                          | [ 1 ]                   |
| Colômbia | Caracol TV, RCN TV, DirecTV Sports            | [ 1 ]                   |
| Coreia do Sul | KBS, MBC, SBS                                 | [ 1 ]                   |
| Costa Rica | Teletica, Sky, Movistar                       | [ 1 ] [ 14 ]            |
| Croácia | HRT                                           | [ 1 ]                   |
| Dinamarca | DR, TV 2                                      | [ 1 ]                   |
| Dominica | Sky, DirecTV                                  | [ 1 ]                   |
| Equador | RTS, DirecTV                                  | [ 1 ]                   |
| El Salvador | TCS, Sky                                      | [ 1 ]                   |
| Eslováquia | RTVS                                          | [ 1 ]                   |
| Eslovénia | RTVSLO                                        | [ 1 ]                   |
| Espanha | Mediaset España                               | [ 15 ]                  |
| Estados Unidose territórios - Atol Johnston - Atol Midway - Atol Palmyra - Predefinição:Country data Guamn - Ilha Baker - Ilha Howland - Ilha Jarvis - Ilha Wake - Ilha Navassa - Marianas Setentrionais - Porto Rico - Recife Kingman - Samoa Americana | Fox, Telemundo                                | [ 16 ] [ 17 ]           |
| Estónia | ERR                                           | [ 1 ]                   |
| Filipinas | ABS-CBN                                       | [ 1 ]                   |
| Finlândia | Yle                                           | [ 1 ]                   |
| França | TF1, beIN Sports                              | [ 1 ]                   |
| Geórgia | GPB                                           | [ 1 ]                   |
| Gronelândia | DR, TV 2                                      | [ 1 ]                   |
| Guatemala | TV Azteca, Tigo Sports, Sky, Movistar         | [ 1 ]                   |
| Holanda | NOS                                           | [ 1 ]                   |
| Honduras | TVC, Sky, Movistar                            | [ 1 ]                   |
| Hong Kong | ViuTV, Now TV                                 | [ 1 ]                   |
| Hungria | MTVA                                          | [ 1 ]                   |
| Ilhas Faroé | DR, TV 2                                      | [ 1 ]                   |
| Indonésia | Transmedia, K-Vision                          | [ 18 ]                  |
| Irlanda | RTÉ                                           | [ 1 ]                   |
| Islândia | RÚV                                           | [ 1 ]                   |
| Israel | KAN                                           | [ 1 ]                   |
| Itália | Mediaset                                      | [ 19 ]                  |
| Jamaica | TVJ, DirecTV                                  | [ 1 ]                   |
| Japão | NHK, Fuji TV, NTV, TBS, TV Asahi, TV Tokyo    | [ 1 ]                   |
| Kosovo | RTK                                           | [ 1 ]                   |
| Letónia | LTV                                           | [ 1 ]                   |
| Liechtenstein | SRG SSR                                       | [ 20 ]                  |
| Lituânia | LRT                                           | [ 1 ]                   |
| Malásia | Astro                                         | [ 1 ]                   |
| Malta | PBS                                           | [ 1 ]                   |
| Marrocos | SNRT, beIN Sports                             | [ 1 ]                   |
| México | Televisa, TV Azteca                           | [ 1 ]                   |
| Moldávia | TRM                                           | [ 1 ]                   |
| Mónaco | TF1, beIN Sports                              | [ 1 ]                   |
| Mongólia | NTV                                           | [ 1 ]                   |
| Montenegro | RTCG                                          | [ 1 ]                   |
| Nicarágua | Ratensa, Sky                                  | [ 1 ]                   |
| Noruega | NRK, TV 2                                     | [ 1 ]                   |
| Nova Zelândia | Sky Sport                                     | [ 1 ] [ 21 ]            |
| Panamá | Corporación Medcom, Televisora Nacional, Sky  | [ 1 ]                   |
| Paraguai | SNT, Telefuturo, TyC, DirecTV                 | [ 1 ]                   |
| Peru | Latina, DirecTV                               | [ 1 ]                   |
| Polónia | TVP                                           | [ 1 ]                   |
| Portugal | RTP, SIC, SportTV                             | [ 22 ] [ 23 ] [ 24 ]    |
| República Checa | ČT                                            | [ 1 ]                   |
| Roménia | TVR                                           | [ 1 ]                   |
| Rússia | Perviy Kanal, VGTRK, Match TV                 | [ 25 ]                  |
| Sérvia | RTS                                           | [ 1 ]                   |
| Suriname | SCCN, DirecTV                                 | [ 1 ]                   |
| Suécia | SVT, TV4                                      | [ 3 ] [ 5 ]             |
| Suíça | SRG SSR                                       | [ 20 ]                  |
| Taiwan | ELTA                                          | [ 1 ]                   |
| Timor-Leste | ETO Telco                                     | [ 1 ]                   |
| Trinidad e Tobago | CNC3, DirecTV                                 | [ 1 ]                   |
| Turquia | TRT                                           | [ 1 ]                   |
| Ucrânia | Inter                                         | [ 26 ]                  |
| Reino UnidoNações constituintes/Territórios - Escócia - Gibraltar - Ilhas do Canal - Ilha de Man - Inglaterra - Irlanda do Norte - País de Gales | BBC, ITV                                      | [ 4 ]                   |
| Uruguai | Monte Carlo, Canal 10, Teledoce, TyC, DirecTV | [ 1 ]                   |
| Venezuela | Venevisión, DirecTV                           | [ 1 ]                   |

| Region | Broadcaster                                 | Ref.                             |
| --- | ------------------------------------------- | -------------------------------- |
| CaraíbasPaíses/Territórios - Antígua e Barbuda - Anguila - Aruba - Barbados - Belize - Curaçao - Ilhas Caimão - Ilhas Virgens Americanas - Ilhas Virgens Britânicas - Ilhas Turcas e Caicos - Grenada - Guiana - Haiti - Montserrat - República Dominicana - São Cristóvão e Nevis - Santa Lúcia - São Vicente e Granadinas | DirecTV                                     | [ 1 ] [ 1 ] [ 27 ]               |
| Sub-continente indianoPaíses - Bangladesh - Butão - Índia - Maldivas - Nepal - Paquistão - Sri Lanka | Sony Pictures Networks                      | [ 1 ]                            |
| Médio Oriente e Norte de ÁfricaPaíses - Arábia Saudita - Argélia - Autoridade Palestiniana - Barém - Comores - Djibuti - Egipto - Emirados Árabes Unidos - Iémen - Irão - Iraque - Jordânia - Kuwait - Líbano - Líbia - Mauritânia - Omã - Qatar - Síria - Somália - Sudão - Sudão do Sul - Tunísia | beIN Sports                                 | [ 1 ] [ 1 ] [ 28 ] [ 29 ] [ 30 ] |
| OceâniaPaíses/Territórios - Fiji - Ilhas Cook - Ilhas Salomão - Quiribáti - Micronésia - Nauru - Palau - Papua Nova Guiné - Samoa - Tonga - Tuvalu - Vanuatu | Sky Pacific                                 | [ 1 ]                            |
| África sub-sarianaPaíses - Angola - Benim - Botsuana - Burquina Faso - Burundi - Camarões - Cabo Verde - Chade - Congo - Costa do Marfim - Eritreia - Etiópia - Gabão - Gâmbia - Gana - Guiné - Guiné-Bissau - Guiné Equatorial - Quénia - Lesoto - Libéria - Madagáscar - Maláui - Mali - Maurícia - Moçambique - Namíbia - Niger - Nigéria - República Centro-Africana - República Democrática do Congo - Ruanda - Senegal - Seicheles - Serra Leoa - Suazilândia - Tanzânia - Togo - Uganda - Zâmbia - Zimbabué | Kwesé Sports, SuperSport, StarTimes, Canal+ | [ 1 ] [ 31 ]                     |

## Rádio
| Nation/Territory | Broadcaster | Ref          |
| --- | --- | ------------ |
| África sub-sarianaPaíses - Angola - Benim - Botsuana - Burquina Faso - Burundi - Camarões - Cabo Verde - Chade - Congo - Costa do Marfim - Eritreia - Etiópia - Gabão - Gâmbia - Gana - Guiné - Guiné-Bissau - Guiné Equatorial - Quénia - Lesoto - Libéria - Madagáscar - Maláui - Mali - Maurícia - Moçambique - Namíbia - Niger - Nigéria - República Centro-Africana - República Democrática do Congo - Ruanda - Senegal - Seicheles - Serra Leoa - Suazilândia - Tanzânia - Togo - Uganda - Zâmbia - Zimbabué | France Médias Monde | [ 1 ]        |
| África do Sul | SABC | [ 1 ]        |
| Albânia | RTSH | [ 1 ]        |
| Alemanha | ARD | [ 1 ]        |
| Austrália | SBS | [ 1 ]        |
| Áustria | ORF | [ 1 ]        |
| Bielorrússia | BTRC | [ 1 ]        |
| Bélgica | VRT, RTBF | [ 1 ]        |
| Bósnia e Herzegovina | BHRT | [ 1 ]        |
| Brasil | Rádio Bandeirantes/BandNews FM, Rádio Gaúcha, Rádio Globo/CBN, Rádio Itatiaia, Rádio Jornal, Jovem Pan, Rádio Nacional, Rádio Sagres, Rede Transamérica, Super Rádio Tupi, Rádio Verdes Mares/Rádio Tamoio | [ 1 ]        |
| Bulgária | BNR | [ 1 ]        |
| Chile | ADN Radio, Radio Bio-Bio, Radio Cooperativa, UCV Radio | [ 1 ]        |
| Colômbia | Blu Radio, Caracol Radio, RCN Radio | [ 1 ]        |
| Coreia do Sul | SBS | [ 1 ]        |
| Costa Rica | Radio Columbia, Radio Monumental, Teletica Radio | [ 1 ]        |
| Croácia | HRT | [ 1 ]        |
| Chipre | CyBC | [ 1 ]        |
| Dinamarca | DR | [ 1 ]        |
| Equador | RTS | [ 1 ]        |
| Eslovénia | RTVSLO | [ 1 ]        |
| Espanha | RTVE, Cadena COPE, Cadena SER, Onda Cero, Radio Marca | [ 1 ]        |
| Estados Unidos e territórios - Atol Johnston - Atol Midway - Atol Palmyra - Guam - Ilha Baker - Ilha Howland - Ilha Jarvis - Ilha Wake - Ilha Navassa - Marianas Setentrionais - Porto Rico - Recife Kingman - Samoa Americana | Fútbol de Primera | [ 1 ] [ 32 ] |
| Estónia | ERR | [ 1 ]        |
| França | Europe 1, RTL, Radio France, RMC | [ 1 ]        |
| Finlândia | Yle | [ 1 ]        |
| Geórgia | GPB | [ 1 ]        |
| Holanda | NOS | [ 1 ]        |
| Islândia | RÚV | [ 1 ]        |
| Indonésia | RRI | [ 33 ]       |
| Irlanda | RTÉ | [ 1 ]        |
| Israel | KAN | [ 1 ]        |
| Jamaica | RJR 94 FM | [ 1 ]        |
| Kosovo | RTK | [ 1 ]        |
| Liechtenstein | SRG SSR | [ 1 ]        |
| Lituânia | LT | [ 1 ]        |
| Macau | TDM | [ 1 ]        |
| Macedónia | MRT | [ 1 ]        |
| Moldávia | TeleRadio-Moldova | [ 1 ]        |
| Mónaco | RMC Sport | [ 1 ]        |
| Montenegro | RTCG | [ 1 ]        |
| Marrocos | SNRT | [ 1 ]        |
| Noruega | NRK | [ 1 ]        |
| Portugal | RTP, TSF | [ 1 ]        |
| Peru | RPP | [ 1 ]        |
| Reino UnidoNações constituintes/Territórios - Escócia - Gibraltar - Ilhas do Canal - Ilha de Man - Inglaterra - Irlanda do Norte - País de Gales | BBC, talkSPORT | [ 1 ]        |
| Rússia | VGTRK | [ 1 ]        |
| Sérvia | RTS | [ 1 ]        |
| Suécia | SR | [ 1 ]        |
| Suíça | SRG SSR | [ 1 ]        |
| Turquia | TRT | [ 1 ]        |
| Ucrânia | UA:PBC | [ 1 ]        |
| Uruguai | Radio Oriental, Sociedad Anonimas de Television y Radios, Radio Monte Carlo | [ 1 ]        |

## Internet
| País                                                                  | Portal                           |
| --------------------------------------------------------------------- | -------------------------------- |
| Brasil                                                                | Globoplay, G1 e Globoesporte.com |
| Estados Unidos                                                        | ESPN360 CN Sports.com            |
| Portugal                                                              | RTP                              |
| Reino Unido · ( Inglaterra, Escócia, Irlanda do Norte, País de Gales) | BBC                              |